# They Kiss Again
They Kiss Again (惡作劇2吻) est une série télévisée taïwanaise diffusé sur China Television en 2007-2008.

## Distribution

### Acteurs principaux
| Acteur           | Caractère dramatique                    | Personnage de manga | Relations                    |
| ---------------- | --------------------------------------- | ------------------- | ---------------------------- |
| Ariel Lin        | Yuan Xiang Qin (袁湘琴)                 | Kotoko Aihara       | femme de Zhi Shu             |
| Joe Cheng        | Jiang Zhi Shu (江直樹)                  | Naoki Irie          | mari de Xiang Qin            |
| Jiro Wang        | Jin Yuan Feng (Ah Jin) (金元豐)         | Kinnosuke Nakamura  | ami de Xiang Qin             |
| Chang Yung Cheng | Jiang Wan Li (Ah Li) (江萬利)           | Sigeki Irie         | père de Zhi Shu              |
| Cyndi Chaw       | Jiang Zhao Zi (femme de Ah Li) (阿利嫂) | Machiko Irie        | mère de Zhi Shu              |
| Tang Tsung Sheng | Yuan Cai (Ah Cai) (袁有才)              | Shigeo Aihara       | père de Xiang Qin            |
| Zhang Bo Han     | Jiang Yu Shu (江裕樹)                   | Yuuki Irie          | frère de Zhi Shu             |
| Petty Yang       | Lin Chun Mei (林純美)                   | Satomi              | le meilleur ami de Xiang Qin |
| Candice Liu      | Liu Ya Nong (劉雅儂)                    | Jinko               | le meilleur ami de Xiang Qin |
| Tiffany Hsu      | Pei Zi Yu (裴子瑜)                      | Reiko Matsumoto     | le meilleur ami de Zhi Shu   |
| Jason Wang       | Wang Hao Qian (王皓謙)                  | Sudou               | ami de collège de Zhi Shu    |
| Aaron Yan        | Ah Bu (阿布)                            | Ryo                 | petit ami de Chun Mei        |

### Autres acteurs
- Danson Tang (唐禹哲) - Ouyang Gan (歐陽幹)
- Billie Wang - mère de Ah Bu (阿布)
- Guan Cong (關聰) - grand-père de  Zhi Shu (直樹)
- Senda Aisa (千田愛紗) - Mary (瑪麗)
- Kitamura Toyoharu - Qing Yu (青宇)
- Gu Xuan Chun - Ah Qiao (阿巧)
- Jason - Wang Hao Qian (王皓謙)
- Tiffany Hsu - Pei Zi Yu (裴子瑜)
- Ma Nian Xian (馬念先) - Du Ze Sen (杜澤森)
- Wang Zi (邱勝翊 / 王子) - Ah Nuo (阿諾) / Nobu
- Guan Jia Yun (關嘉芸) - Zhang Jun Ya (張君雅)
- Joelle Lu (陸明君) - mère de Jun Ya (君雅)
- Zhu De Gang (朱德剛) - Zhang Xi Hen (張熙恆)
- Lin Yu Feng (林裕豐) - oncle de Xiang Qin
- Hu Pei Ying (胡珮瑩) - Zhao Qing Shui (趙清水)
- Figaro Ceng (曾少宗) - Yang Qi Tai (楊啟太)
- Cai Yi Zhen - Luo Zhi Yi (羅智儀)
- Jiang Pei Zhen (江佩珍) - Zhang Ni Na (章妮娜)
- Xiu Jie Kai (修杰楷) - Zhou Chuan Jin (周傳津)
- Li Er (黎兒/粼筱蓉) - Xu Qiu Xian (許秋賢)
- Lin Jia Yu (林珈妤) - Lin Hao Mei (林好美) (jeune)
- Meng Geng Ru (孟耿如) -Lin Hao Mei (林好美) (adolescent)
- Cong Yang (崇洋) - Jiang Yu Shu (江裕樹) (adolescent)
- Larisa Bakurova (瑞莎) - Christine Robinson (克莉斯汀)
- Joe Cheng (鄭元暢) - fiancé d'Alvin—Christine
- Liu Rong Jia (劉容嘉) - Liu Nong (流濃)
- Ken Zhong - Li Shu Ning (李述宁)

## Diffusion internationale
- CTV, GTV (2007-2008), HiHD
- ABS-CBN (2008), GMA Network (2012)
- TVB
- Astro
- Hunan TV
- Kyoto Broadcasting System

## Versions
- Itazura na Kiss, un manga japonais
- It Started With a Kiss, (CTV, 2005-2006) ,une série prequel de télévision taïwanaise
- Playful Kiss (MBC, 2010), une série télévisée sud-coréenne de l'année 2010

### Sources
- (en) Cet article est partiellement ou en totalité issu de l’article de Wikipédia en anglais intitulé « They Kiss Again » (voir la liste des auteurs).